# Moroni (Mormon)

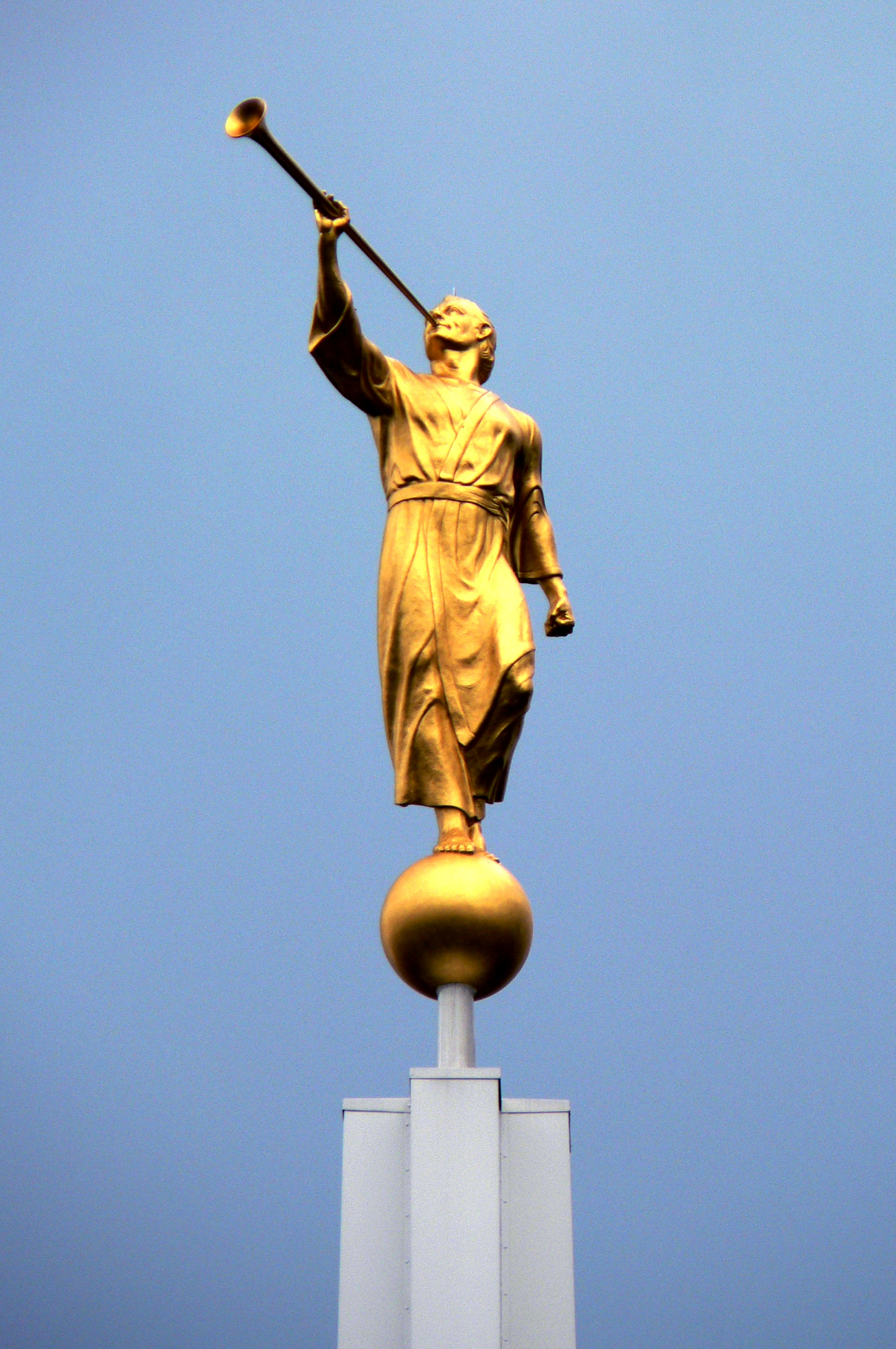
Statue de l'ange Moroni au Temple mormon de Berne.

Moroni ou Moron ou l'ange Moroni, est un des principaux personnages du Livre de Mormon. Fils du prophète Mormon, il est le dernier prophète des néphites du Livre de Mormon. Avant sa mort, son père lui aurait remis un document nommé Les Plaques de Mormon. Moroni les termine et les dissimule dans la colline de Cumorah (421). Moroni meurt puis ressuscite sous forme d'un ange et donne à Joseph Smith des informations sur les Plaques et les lui remet en 1827.
Moroni serait l'auteur du dernier livre de Mormon dit Livre de Moroni.
Dans le livre de Mormon, le nom Moroni apparait aussi à diverses reprises telles pour désigner un roi des Jaredites, cruel, qui est le grand-père du prophète Ether.
Jules Verne dans le chapitre XXVII de son roman Le Tour du monde en 80 jours le mentionne en écrivant « Morom ».
Smith a déclaré que dans la nuit du 21 septembre 1823, Moroni lui est apparu et lui a parlé des plaques d'or qui étaient enterrées dans une boîte en pierre à quelques kilomètres de la maison de Smith. Smith a déclaré que le même ange lui a rendu visite à plusieurs reprises au cours des six années suivantes ; Smith a également déclaré que l'ange lui a rendu visite pour récupérer les plaques d'or après que Smith eut terminé de traduire une partie de l'écriture sur les plaques dans le Livre de Mormon.